# گوژو
گوژو (به لاتین: Gorzew) یک روستا در لهستان است که در گمینا پابیانگتسه واقع شده‌است.